# Balscote
Balscote – wieś w Anglii, w hrabstwie Oxfordshire, w dystrykcie Cherwell. Leży 38 km na północ od Oksfordu i 110 km na północny zachód od Londynu.